# Gary Manuel
Pour les articles homonymes, voir Manuel.
Gary Manuel, né le 20 février 1950, est un footballeur australien. Il évoluait au poste d'attaquant.

## Biographie

### Carrière en équipe nationale
Gary Manuel est international australien à 4 reprises (1969-1974) pour 0 but inscrit. Il participe à la Coupe du monde 1974, où il ne joue aucun match. L'Australie est éliminée au premier tour de la compétition.